# Regionalno transportno letalo HAL/NAL
Regionalno transportno letalo HAL/NAL (ang. RTA-  Regional Transport Aircraft, tudi Indian Regional Jet) je dvomotorno regionalno potniško letalo, ki ga razvijata Hindustan Aeronautics Limited (HAL) in National Aerospace Laboratories (NAL). Letalo bo imelo kapaciteto 70-100 potnikov. Motorji bodo turbopropelerski ali pa reaktivni. NAL se je dogovarjal za izbiro motorjev pri zahodnih proizvajalcih General Electric in Pratt & Whitney Canada. Letalo RTA-70 se bo uporabljalo za kratke lete in naj bi konkuriralo francosko-italijanskemu Avions de Transport Régional (ATR). 
Projekt ne bo povsem indijski, sodelovali naj bi s proizvajalci kot so Embraer, Bombardier Aerospace in United Aircraft Corporation. Motorji bodo tudi zahodni. Letalo naj bi poletelo v 6-7 letih.
V primerjavi z drugimi konkurentnimi letali, naj bi RTA imel 25 % manjšo nabavno ceno, 25 % nižje stroške obratovanja in 50 % nižje stroške vzdrževanja.
70-sedežno letalo naj bi imelo dolet 2500 kilometrov in kratko vzletno/pristajalno razdaljo 900 metrov. Potovalna hitrost bo 300 vozlov na servisni višini leta 30.000 čevljev. Dolžina letala bo 28,6 metra in razpon kril 29,4 metra. Potniška kabina bi imela širino 3,01 metra in višino 3,35 metra, potniki bi sedeli štiri v vrsti. Kapaciteta tovornega prostora bo 25 m³. NAL ramišlja tudi o uporabi kompozitnih materialov. Letalo bo opremljeno s sistemom fly-by-wire in drugo moderno avioniko